# Christian Wagner
Christian Wagner is een Amerikaans filmmonteur (editor).
Wagner werd geboren in de Verenigde Staten en is de zoon van filmproducent Raymond Wagner. Hij was assistent-filmmonteur voor Chris Lebenzon en heeft meerdere malen samen gewerkt met de filmregisseurs Tony Scott, F. Gary Gray en Justin Lin. Hij was de eerste Amerikaanse filmmonteur die heeft gewerkt aan een James Bondfilm: Die Another Day. Wagner was van 2006 tot 2008 getrouwd geweest met actrice en model Nicole Muirbrook.

## Filmografie
| Jaar | Titel                                  | Regisseur                | Opmerkingen                                                                                     |
| ---- | -------------------------------------- | ------------------------ | ----------------------------------------------------------------------------------------------- |
| 1988 | Hero and the Terror                    | William Tannen           |                                                                                                 |
| 1993 | True Romance                           | Tony Scott               | Met Michael Tronick                                                                             |
| 1994 | Chasers                                | Dennis Hopper            |                                                                                                 |
| 1995 | Bad Boys                               | Michael Bay              |                                                                                                 |
| 1995 | Fair Game                              | Andrew Sipes             | Met David Finfer en Steven Kemper                                                               |
| 1996 | The Fan                                | Tony Scott               | Met Claire Simpson                                                                              |
| 1997 | Face/Off                               | John Woo                 |                                                                                                 |
| 1998 | The Negotiator                         | F. Gary Gray             |                                                                                                 |
| 2000 | Mission: Impossible II                 | John Woo                 | Met Steven Kemper Nominatie: Satellite Award voor beste montage                                 |
| 2001 | Spy Game                               | Tony Scott               |                                                                                                 |
| 2002 | Die Another Day                        | Lee Tamahori             |                                                                                                 |
| 2004 | Man on Fire                            | Tony Scott               |                                                                                                 |
| 2005 | The Amityville Horror                  | Andrew Douglas           | Met Roger Barton                                                                                |
| 2005 | The Island                             | Michael Bay              | Met Paul Rubell Extra montage door John Murray, Roger Barton en Tom Muldoon                     |
| 2005 | Domino                                 | Tony Scott               | Met William Goldenberg                                                                          |
| 2007 | Next                                   | Lee Tamahori             |                                                                                                 |
| 2008 | Deception                              | Marcel Langenegger       | Met Douglas Crise                                                                               |
| 2008 | The Fifth Commandment                  | Jesse V. Johnson         | Met Ken Blackwell en Michael J. Duthie                                                          |
| 2009 | The Uninvited                          | The Guard Brothers       | Met Jim Page                                                                                    |
| 2009 | Fast & Furious                         | Justin Lin               | Met Fred Raskin                                                                                 |
| 2011 | Battle: Los Angeles                    | Jonathan Liebesman       |                                                                                                 |
| 2011 | Fast Five                              | Justin Lin               | Met Fred Raskin en Kelly Matsumoto Nominatie: Saturn Award voor beste montage                   |
| 2012 | Total Recall                           | Len Wiseman              |                                                                                                 |
| 2013 | Fast & Furious 6                       | Justin Lin               | Met Dylan Highsmith en Kelly Matsumoto Nominatie: Saturn Award voor beste montage               |
| 2015 | Furious 7                              | James Wan                | Met Dylan Highsmith, Kirk Morri en Leigh Folsom Boyd Nominatie: Saturn Award voor beste montage |
| 2017 | The Fate of the Furious                | F. Gary Gray             | Met Paul Rubell Nominatie: Saturn Award voor beste montage                                      |
| 2019 | Men in Black: International            | F. Gary Gray             | Met Zene Baker                                                                                  |
| 2021 | The Conjuring: The Devil Made Me Do It | Michael Chaves           | Met Peter Gvozdas                                                                               |
| 2021 | The Suicide Squad                      | James Gunn               | Met Fred Raskin                                                                                 |
| 2025 | Novocaine                              | Dan Berk en Robert Olsen |                                                                                                 |

### Extra editor
| Jaar | Titel                 | Regisseur           | Opmerkingen |
| ---- | --------------------- | ------------------- | ----------- |
| 1991 | The Last Boy Scout    | Tony Scott          |             |
| 2009 | Public Enemies        | Michael Mann        |             |
| 2017 | Kong: Skull Island    | Jordan Vogt-Roberts |             |
| 2018 | The Spy Who Dumped Me | Susanna Fogel       |             |

### Assistent editor
| Jaar | Titel              | Regisseur       | Opmerkingen             |
| ---- | ------------------ | --------------- | ----------------------- |
| 1985 | Code of Silence    | Andrew Davis    | Eerste assistent editor |
| 1986 | The Wraith         | Mike Marvin     |                         |
| 1987 | The Bedroom Window | Curtis Hanson   | Eerste assistent editor |
| 1987 | Real Men           | Dennis Feldman  |                         |
| 1987 | Weeds              | John D. Hancock |                         |
| 1990 | Revenge            | Tony Scott      | Associeert editor       |
| 1990 | Days of Thunder    | Tony Scott      | Eerste assistent editor |